# 페이스북에 의한 검열
페이스북은 여러 차례 검열 논란에 휘말린 바 있으며, 이는 회사 정책, 법적 요구, 그리고 정부의 검열 법률을 준수하기 위해 자사 서비스에서 콘텐츠를 삭제하거나 누락시킨 행위와 관련되어 있다.

## 반이민 발언
독일에서는 페이스북이 반이민 발언을 적극적으로 검열하고 있으며, 이에 대해 페이스북은 사용자 게시물이 독일 법을 위반하는지를 판단하기 위해 법률 자문과 언어 전문가의 도움을 받아 더욱 엄격하게 게시물을 검토하고 있다고 주장한다.
2016년 5월, 페이스북과 기타 기술 기업들은 유럽연합 집행위원회와 함께 "행동 강령(Code of Conduct)"에 동의하였으며, 이에 따라 혐오 발언이 포함된 온라인 콘텐츠에 대한 신고가 접수된 후 24시간 이내에 이를 검토하고, 필요할 경우 해당 콘텐츠를 삭제하기로 하였다.
1년 뒤인 2017년, 로이터는 유럽연합이 페이스북과 기타 기술 기업들이 플랫폼 상의 혐오 발언 콘텐츠에 대처하도록 하는 제안들을 승인하였다고 보도하였으며, 이를 법제화하기 위해서는 유럽 의회의 최종 동의가 필요하다고 전하였다.
2017년 6월, 유럽연합 집행위원회는 혐오 콘텐츠와의 싸움에 있어 페이스북의 노력을 칭찬하였으며, 신고된 콘텐츠 중 약 "58퍼센트를 24시간 이내에 검토하였다"고 평가하였다.

## "신성 모독" 콘텐츠
페이스북은 파키스탄 정부와 협력하여 파키스탄 내 "신성 모독적인" 페이지와 발언을 검열해왔으며, 2014년 하반기에는 54개의 게시물을 검열하였다.

## 온라인 뉴스법과 캐나다 산불
※ 이 항목은 「2023년 캐나다 산불 § 페이스북의 산불 뉴스 차단」에서 발췌한 것이다.
온라인 뉴스법(Online News Act)에 대한 대응으로, 페이스북의 모회사인 메타(Meta)는 2023년 8월 초부터 캐나다 사용자들이 뉴스 사이트에 접근하는 것을 차단하기 시작했다. 이 조치는 캐나다 산불과 관련된 지역 뉴스에도 적용되었으며, 이 결정은 트뤼도 총리, 지방 정부 관계자, 학자, 연구자, 대피민들로부터 강한 비판을 받았다. 트뤼도는 페이스북이 “사람들의 안전보다 기업의 이윤을 우선시했다”고 비난했으며, 브리티시컬럼비아 주 총리 데이비드 에비(David Eby)도 유사한 입장을 밝혔다.
노스웨스트 준주에서 산불로 인해 대피한 주민들은 뉴스 공유에 큰 어려움을 겪었다고 증언했으며, 해당 지역은 원래부터 “황량한 미디어 환경”이었기에 상황이 더욱 악화되었다. 많은 주민들은 페이스북을 통해 자신의 상황을 공유했기 때문이다.옐로나이프(Yellowknife)의 캐빈 라디오(Cabin Radio) 소속 올리 윌리엄스(Ollie Williams)는 사용자들이 뉴스 기사를 직접 게시할 수 없어 기사 스크린샷을 대신 올려야 했다고 말했다.
메타는 이러한 비판에 대해, 캐나다 사용자들이 “정부 기관, 긴급 구조 서비스, 비정부 기구 등 신뢰할 수 있는 기관으로부터 정보를 얻고 커뮤니티와 소통하기 위해 자사 기술을 계속 사용할 수 있다”고 응답했으며, 페이스북의 ‘Safety Check’ 기능 사용을 권장했다.

## 경쟁 소셜 네트워크
2018년 10월, 페이스북과 페이스북 메신저는 경쟁 소셜 네트워크 사이트인 마인즈(Minds)의 URL을 차단하고 있다는 주장이 제기되었다. 사용자들은 페이스북이 마인즈 링크를 “보안에 취약하다”고 표시하며, 다른 사용자에게 공유하기 위해 보안문자 작성을 요구한다고 불만을 제기하였다. 2015년에도 페이스북은 경쟁 네트워크인 Tsu를 이와 유사한 방식으로 차단했다는 비판을 받았다.

## 보수 성향 뉴스
2016년 5월, 전직 페이스북 직원은 페이스북이 ‘트렌딩 바’에서 보수 성향 주제를 제외시켰다고 폭로하였다. 페이스북은 이 혐의를 부인했으나, 트렌딩 바 개선 계획을 발표하였다.
2018년 8월, 페이스북은 PragerU가 게시한 영상을 삭제했으며, 이후 해당 콘텐츠가 혐오 발언으로 잘못 신고된 사실을 인정하고 삭제 결정을 번복하여 복원하였다.
페이스북이 보수 성향 사용자들을 공정하게 대하지 않는다는 인식으로 인해 대체 소셜 미디어 플랫폼들이 등장하게 되었고,이 같은 인식은 페이스북에 대한 신뢰 저하 및 보수 성향 사용자의 이용 감소로 이어졌다.
2020년 7월, 미 하원의원 맷 게이츠(Matt Gaetz)는 페이스북 CEO 마크 저커버그(Mark Zuckerberg)가 2018년 4월 의회 청문회에서 선서 하에 허위 진술을 했다고 주장하며 형사 고발을 제기하였다. 이는 프로젝트 베리타스(Project Veritas)가 공개한 증거를 기반으로 한 것으로, 저커버그가 “페이스북은 보수 성향 발언에 대해 차별하지 않는다”고 한 발언이 거짓이었다는 주장이었다.

## COVID-19 백신
페이스북은 COVID-19 백신과 관련된 여러 게시물을 검열했다는 비판을 받아왔다. 2020년 10월, 페이스북은 COVID-19 백신이 곧 출시된다는 주장을 검열한 것으로 알려졌다.
2021년 11월 2일, BMJ(British Medical Journal)는 기자 폴 D. 새커(Paul D. Thacker)가 작성한 기사를 통해, 화이자 백신의 3상 임상시험에 참여한 업체 중 하나인 벤타비아(Ventavia)에서 "부적절한 관행"이 있었다고 주장했다.
이에 대해 BMJ는 마크 저커버그에게 공개 서한을 보내 "11월 10일부터 독자들이 우리 기사를 공유하려고 할 때 다양한 문제가 발생했다고 보고하기 시작했다. 일부는 공유 자체가 불가능했고, 다른 많은 사람들은 ‘맥락 누락... 독립적 사실 확인자들이 이 정보가 사람들을 오도할 수 있다고 말한다’는 경고 문구와 함께 게시물이 플래그 처리되었다"고 밝혔다.
또한 해당 기사를 게시하려는 사람들에게는 "거짓 정보"를 반복적으로 공유하면 뉴스 피드에서 해당 게시물의 노출이 줄어들 수 있다는 알림이 전달되었고, 글이 공유된 그룹 관리자에게는 해당 게시물이 "부분적으로 거짓"이라는 경고가 전달되었다. 페이스북은 독자들을 Lead Stories라는 외주업체의 팩트체크 결과로 유도했다.

## 페이스북에 대한 비판
※ 관련 문서: [페이스북에 대한 비판(Criticism of Facebook)]
언론은 페이스북 자체에 비판적인 게시물을 올린 사용자들이 검열을 당했다는 사례를 정기적으로 보도하고 있다. 이들은 게시물이 삭제되거나 가시성이 낮아졌다고 주장한다. 엘리자베스 워런(2019년), 로템 슈타크만(2016년) 등이 이에 해당한다.
페이스북은 특정 단어나 키워드를 모니터링하여 자동 또는 반자동 조치를 취하는 시스템을 보유하고 있다.
이러한 시스템과 관련하여, 콘텐츠 검열 업무에 종사했던 전직 직원들과의 인터뷰나 언론 보도, 소송 자료에 따르면, 전 페이스북 콘텐츠 검열자 크리스 그레이(Chris Gray)는 페이스북을 비판하거나 "#DeleteFacebook"과 같은 키워드를 포함한 게시물이 감시 또는 조치 대상이 되는 내부 규칙이 존재했다고 주장했다.

## 이스라엘 정부에 대한 비판
※ 관련 문서: [이스라엘에 대한 비판(Criticism of Israel)]
페이스북은 이스라엘에 비판적이거나 팔레스타인을 지지하는 메시지를 검열했다는 비판을 받아왔다. 2021년 셰이크 자라(Sheikh Jarrah) 분쟁 기간 동안, 페이스북은 이스라엘에 비판적인 수백 개의 게시물을 삭제했다는 주장을 받았다.  이에 대해 페이스북 고위 관계자들은 팔레스타인 총리에게 친팔레스타인적 목소리를 검열한 것에 대해 사과했다.
알자지라 아랍어 방송의 진행자 타메르 알미샬(Tamer Almisshal)은 The Locked Space라는 프로그램에서 메타의 팔레스타인 콘텐츠 검열을 다룬 조사를 방영한 지 24시간 만에 그의 페이스북 계정이 메타에 의해 삭제되었다. 이 프로그램에는 이스라엘 사이버 보안 전 책임자 에릭 바빙(Eric Barbing)의 증언도 포함되어 있었는데, 그는 이스라엘 정부가 팔레스타인 사망자 사진에 '좋아요'를 누른 것까지 감시 기준에 포함시켰다고 밝혔다.
휴먼라이츠워치(Human Rights Watch)는 2023년 12월 Meta’s Broken Promises: Systemic Censorship of Palestine Content on Instagram and Facebook이라는 보고서를 통해, 팔레스타인 민족주의를 지지하는 표현을 체계적으로 억압한 사례들을 정리하였다.
같은 달, 엘리자베스 워런 상원의원은 메타에 가자지구 관련 콘텐츠 검열에 대해 자료를 요청하는 서한을 보냈으며, 이후 버니 샌더스 상원의원도 이에 동참하여 보다 구체적인 설명을 요구하는 후속 서한을 보냈다. 2024년 2월, 액세스 나우(Access Now)는 팔레스타인 언론인과 인권운동가들이 페이스북에서 검열당하고, 인권 침해를 기록한 자료가 삭제된 사례를 담은 보고서를 발표했다.
2024년, 메타는 🔻(아래를 가리키는 빨간 삼각형) 이모지를 제한했는데, 이는 내부 정책상 해당 이모지가 하마스를 지지하는 표현의 대리 기호로 간주되었기 때문이다.

## 중국 정부에 대한 비판
《Careless People》의 출판과 사라 윈-윌리엄스(Sarah Wynn-Williams)의 미국 상원 증언에 대한 반응으로, 대만의 민주진보당(DPP) 입법자들은 페이스북이 중국 정부에 비판적인 콘텐츠를 검열했다는 의혹에 대해 추가적인 조사가 필요하다고 주장했다.

## 검색 기능
페이스북의 검색 기능은 특정 용어 검색을 차단했다는 비판을 받아왔다. TechCrunch의 마이클 애링턴(Michael Arrington)은 "론 폴(Ron Paul)"이라는 검색어가 검열되고 있다는 가능성에 대해 글을 작성했다. 또한 MoveOn의 프라이버시 침해 항의 시위를 조직하는 페이스북 그룹은 한동안 검색 결과에 나타나지 않았다. "프라이버시(privacy)"라는 단어 자체도 제한되었다.

## 이미지 검열
페이스북은 자사 정책에 위배된다고 판단되는 사진을 삭제하는 정책을 운영하고 있다. 모유 수유, 예술 속 나체, 가슴처럼 보이는 것들(예: 부활절 케이크 위의 마지팬 볼), 벌거벗은 마네킹, 동성 간의 키스, 가족 사진 등이 삭제 대상이 되었다.
페이스북은 성적 행위가 없는 회화 및 조각 속 나체는 검열하지 않겠다고 여러 차례 밝혔다. 2011년, 대변인 사이먼 액스턴(Simon Axton)은 "우리는 예술을 검열하지 않으며, 그럴 의도도 없다"고 말했다. 하지만 페이스북은 예술 작품 사진도 자주 검열해 왔다. 예를 들면 다음과 같다:
- 《빌렌도르프의 비너스》(기원전 28,000–25,000년), 오스트리아 자연사박물관
- 잔볼로냐의 청동상 《넵투누스》(1560년대), 이탈리아 볼로냐의 상징
- 카라바조의 《아모르 빈치트 옴니아》(1602), 독일 베를린 회화관
- 에드바르 에릭센의 《인어공주》(1913), 덴마크에서 가장 많이 사진 찍히는 조각상[45]

가장 유명한 사례는 프랑스 교사 프레데리크 뒤랑(Frédéric Durand)의 계정이 구스타브 쿠르베의 그림 《세상의 기원》(1886)을 게시했다는 이유로 "사전 경고 없이" 삭제된 일이다. 7년 간의 법적 다툼 끝에 프랑스 법원은 페이스북의 책임을 인정했지만 뒤랑에게 손해배상은 인정하지 않았다.
미술사가 루벤 C. 코르도바(Ruben C. Cordova)는 메트로폴리탄 미술관의 전시회 Like Life에서 소개된 존 드 안드레아의 《자화상과 조각》(1980) 사진 16장을 게시한 후 계정이 "영구 삭제"되었으나, 이후 복구되었다.
2019년, 페이스북은 20명의 예술가 및 큐레이터를 초청해 페이스북과 인스타그램 가이드라인에 대한 "재고"를 논의했지만, 3년 후 예술가들은 개선된 점이 없다고 평가했다. 일부 예술가들은 이제 '누드(Nudity)' 위반이 아닌 '성적 유도(Adult Sexual Solicitation)' 위반이라는 경고를 받고 있으며, 이로 인해 단순한 표현을 넘어서 예술의 존재 이유 자체를 방어해야 하는 상황에 놓였다고 지적했다.
검열에 대한 불만으로 인해 빈(Wien)의 여러 박물관은 성인 콘텐츠 전용 플랫폼 OnlyFans에 공식 계정을 개설했다. 빈 관광청은 "빈과 그 미술 기관들은 최근의 검열주의 경향의 희생양이 되었으며, 나체 조각상과 유명한 예술 작품들이 소셜미디어 지침에 따라 블랙리스트에 오르고 있다. 반복 위반자는 계정이 정지되기도 한다. 이러한 플랫폼에는 나체에 대한 명확한 기준이나 일관성이 전혀 없다"고 밝혔다.
2016년 9월, 노르웨이 작가 톰 에겔란드는 닉 우트(Nick Ut)가 촬영한 상징적인 '나팜 소녀(Napalm Girl)' 전쟁 사진을 '상징적인 전쟁 사진 목록'의 일환으로 자신의 페이스북에 게시했다. 그는 '나체 아동 사진 게시'를 이유로 차단되었다. 몇 주 후, 노르웨이 신문 Aftenposten은 마크 저커버그에게 공개서한을 보내며 이 사건을 비판했다.
노르웨이 총리 에르나 솔베르그를 포함한 정부 각료 절반이 해당 사진을 자신의 페이스북에 공유했지만, 몇 시간 만에 삭제되었다.
이후 페이스북은 해당 사진의 역사적, 세계적 중요성을 인정하며 게시를 허용하기로 입장을 바꿨다.

### 모유 수유 사진
페이스북은 아기에게 모유 수유를 하는 사진을 반복적으로 삭제해 비판을 받아왔다. 노출된 유방은 페이스북의 품위 규정을 위반한다는 이유였으나, 유두가 보이지 않는 사진조차 삭제되기도 했다.
이 논란은 대중의 항의와 함께 “이봐 페이스북, 모유 수유는 외설이 아니야!(Hey, Facebook, breastfeeding is not obscene!)”라는 제목의 페이스북 그룹의 성장으로 이어졌다. 2011년 12월, 페이스북은 일부 모유 수유 사진을 삭제했다가 비판을 받고 복원했으며, 회사는 해당 사진이 포르노 규정을 위반한다고 판단했다고 밝혔다.
2012년 2월, 페이스북은 다시 모유 수유 사진 삭제 정책을 강화했다. “Respect the Breast”라는 그룹의 창립자들은 "여성들은 자연스럽고 자녀에게 건강하다고 믿는 행동이 비난받는 데 지쳤다고 말한다"고 전했다.

## 편집 콘텐츠에 대한 검열
2010년 2월 4일, 홍콩의 민주건항협진연맹(DAB, Democratic Alliance for the Betterment and Progress of Hong Kong)을 비판하는 여러 페이스북 그룹이 아무런 설명 없이 삭제되었다. DAB는 홍콩에서 가장 큰 친중국 정당 중 하나이다. 이후 해당 그룹들은 복원되었다.

## 카슈미르 독립 운동에 대한 검열
2016년, 페이스북은 카슈미르 분쟁에 관한 콘텐츠를 금지하고 삭제하였고, 이에 대해 가디언, BBC 및 기타 언론 매체들이 페이스북의 검열 정책을 비판했다. 인도군이 시위대, 특히 아동을 향해 펠릿건을 사용한 사건과 관련한 게시물들이 삭제되면서 페이스북의 검열은 특히 강하게 비판받았다.
이에 대한 반응으로 한 인권 단체는 카슈미르인에게 가해진 펠릿 부상과 유사한 상처를 인도의 유명 배우, 유명 인사, 페이스북 창립자 마크 저커버그, 심지어 나렌드라 모디 총리의 얼굴에 합성한 이미지를 제작했고, 이 이미지는 널리 퍼졌다.

## 쿠르드 반정부 활동에 대한 검열
페이스북은 터키에 반대하는 쿠르드계 활동과 관련된 콘텐츠를 검열하는 정책을 운영해왔다. 여기에는 쿠르디스탄 지도, 쿠르드 무장단체(예: PKK, YPG)의 깃발, 터키의 건국자인 무스타파 케말 아타튀르크에 대한 비판 등이 포함된다.

## 미국 외교 정책에 부합하는 검열
2021년 10월, The Intercept는 페이스북이 유지하고 있는 '위험 인물 및 조직' 비공개 블랙리스트를 폭로했다. 이 보도는 MENA(중동 및 북아프리카) 지역에서의 검열이 미국 내보다 훨씬 더 엄격하다는 사실을 밝혔다.
비평가와 학자들은 이 블랙리스트와 지침이 자유로운 토론을 억압하며, 규정의 집행 또한 지역별로 불균형하다고 주장했다.

## 같이 보기
- 페이스북에 대한 비판(영어판)
- 구글의 검열
- 애플의 검열
- 소셜 네트워크 서비스 관련 논란(영어판)